# Feras Fayyad
Feras Fayyad (arabisch فراس فياض, DMG Firās Faiyāḍ; * 1984 in Syrien) ist ein syrischer Filmproduzent, Filmregisseur, Drehbuchautor und Filmeditor.

## Karriere
Feras Fayyads studierte in Paris, und startete 2013 eine Karriere im Filmgeschäft, wobei er beim Fernsehdokumentarfilm Windows als Regisseur verantwortlich war und zudem das Drehbuch verfasste. Der Film wurde vom Sender Al Jazeera Media Network ausgestrahlt. Große Bekanntheit erlangte er durch den Dokumentarfilm Die letzten Männer von Aleppo, der das Leben der Gründer der Weißhelme beleuchtet und sich auf der Such- und Rettungseinsätze während des Krieges in Aleppo konzentriert. Für dieses Werk wurde er auf zahlreichen europäischen Filmfestspielen ausgezeichnet. Zudem ist der Film, als erster syrischer Beitrag, bei der Oscarverleihung 2018 für einen Oscar in der Kategorie „Bester Dokumentarfilm“ nominiert. Diese Nominierung teilt er sich mit den beiden Produzenten Søren Steen Jespersen und Kareem Abeed, der aufgrund der Executive Order 13780 kein Visum erhielt. Danach drehte er den Dokumentarfilm Klinik im Untergrund – The Cave, der ebenfalls für den Oscar nominiert wurde.
Während der Aufnahmen zu dem Film wurde Fayyad zwei Mal verhaftet.
2018 wurde er in die Academy of Motion Picture Arts and Sciences berufen, die jährlich die Oscars vergibt.

## Auszeichnungen
- 2018: Friedenspreis des Deutschen Films – Die Brücke – Spezialpreis für Die letzten Männer von Aleppo[7]
- 2019: Nordisk-Film-Preis[8]
- 2020: Deutscher Dokumentarfilmpreis für Klinik im Untergrund – The Cave

## Filmografie
- 2013: Windows (Fernseh-Dokumentarfilm)
- 2013: Wide Shot-Close Shot (Dokumentarfilm)
- 2016: Between the Fighter in Syria (Fernsehdokumentation)
- 2017: One Day in Aleppo (Kurzfilm)
- 2017: Die letzten Männer von Aleppo (آخر الرجال في حلب, Dokumentarfilm)
- 2019: Klinik im Untergrund – The Cave (The Cave)